# Grotte de Paglicci
La grotte de Paglicci est un site préhistorique du Paléolithique supérieur situé à Paglicci, près de Rignano Garganico (province de Foggia), dans les Pouilles, en Italie,. La grotte fait partie du parc national du Gargano.

## Historique
La grotte de Paglicci a été découverte en 1957 par Michele Bramante (propriétaire du terrain agricole où elle se trouve), qui fut le premier à la signaler. Des campagnes de fouilles ont été menées à partir de 1961 sous la direction du paléoanthropologue Francesco Zorzi, directeur du Musée civique d'histoire naturelle de Vérone (it), avec son collaborateur Franco Mezzena, à qui l'on doit les premières découvertes et identifications des peintures pariétales. Par la suite, les recherches ont été poursuivies par des équipes de l'université de Sienne. En particulier, les fouilles ont été dirigées pendant de nombreuses années par Arturo Palma di Cesnola (en) (1971-2001) et, plus récemment, par Annamaria Ronchitelli (de) (2002-2006).
Le site a aussi été étudié par Raffaello Battaglia de l'université de Padoue, le géologue Angelo Pasa et Fiorenzo Mancini (it) de l'université de Florence.

## Géologie
La composition karstique de la grotte et sa position géographique, en pleine exposition sur une vallée, ainsi que les évènements sismiques dont la zone est riche, ont exposé la grotte à l'érosion et aux glissements de terrain.

## Description

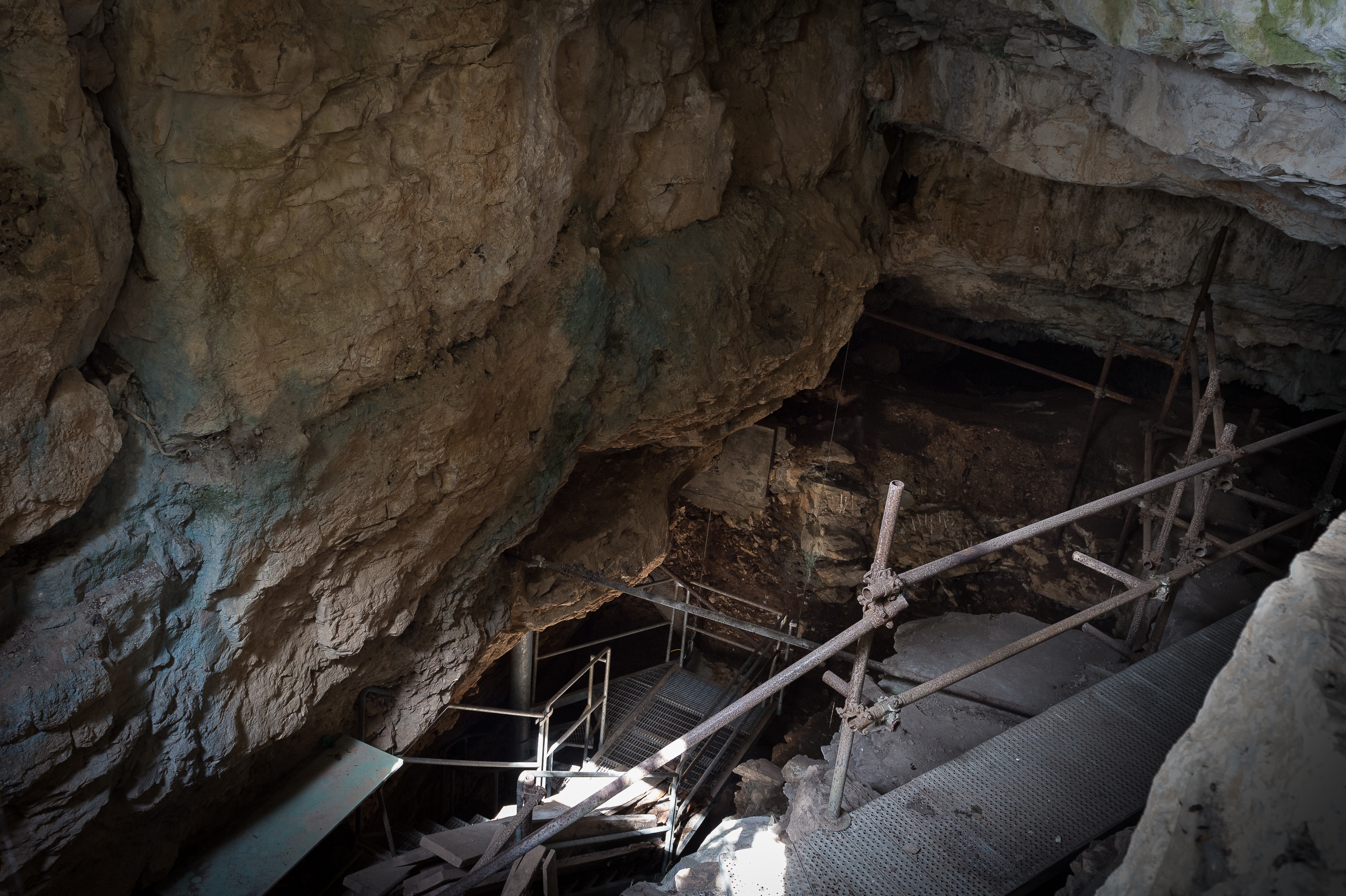
L'entrée de la grotte

La grotte de Paglicci est la plus importante du Gargano. Elle a un développement de plus de 100 m.
Elle présente un des rares exemples d'art pariétal connus en Italie, avec des images de chevaux et des mains négatives.
Deux sépultures gravettiennes remontant à environ 30 000 ans avant le présent (AP) ont été découvertes, une fille d'environ 12-13 ans et une femme d'environ 25 ans, toutes deux avec un riche mobilier funéraire. Elles comptent parmi les plus anciennes sépultures connues en Europe, s'agissant d'Homo sapiens. Des tombes de plus de 40 000 ans ont toutefois livré en Europe des restes de Néandertaliens.

## Vestiges archéologiques
À l'intérieur de la grotte, plus de 45 000 vestiges archéologiques ont été découverts, parmi lesquels des outils lithiques, des restes fauniques et des objets d'art mobilier, notamment des ossements gravés de figures de chèvres, d'aurochs, d'un serpent, un nid avec des oeufs, et une scène de chasse.
L'équipe d'Annamaria Ronchitelli et de Francesco Boschin a permis d'identifier, parmi les vestiges trouvés, ceux du chien domestique le plus ancien connu en Italie (daté entre 20 000 et 14 000 ans AP). Des granules d'amidon datés d'environ 32 600 ans AP, associés à un pilon, mettent en lumière la composante végétale de l'alimentation de cette époque.

## Génétique
Une analyse génétique parue en 2016 des restes humains du spécimen Paglicci 133 âgé de 31 à 35 000 ans a montré une appartenance respective à l'haplogroupe I du chromosome Y (CTS674+, CTS9269+) et à l'haplogroupe mitochondrial U8c.

## Folklore
Une tradition locale laissait entendre que, dans cette grotte, un brigand local, un certain Gabriele Galardi, surnommé « Jalarde », avait caché son trésor. Pour cette raison, certains chercheurs de trésors ont procédé à des fouilles désastreuses sur le site et ont même procédé à des démolitions à l'explosif, détruisant une partie du gisement et favorisant les glissements de terrain. La grotte n'a pu être sauvée que grâce à la défense obstinée de ses propriétaires. 